# Diplycosia hirsuta
Diplycosia hirsuta är en ljungväxtart som beskrevs av Herman Otto Sleumer. Diplycosia hirsuta ingår i släktet Diplycosia och familjen ljungväxter. Inga underarter finns listade i Catalogue of Life.